# 珍珠群岛

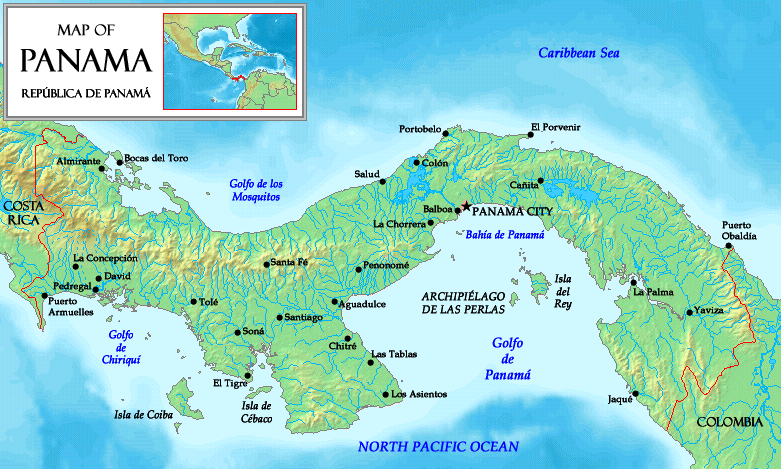
珍珠群岛的位置

珍珠群岛（Archipiélago de las Perlas）位于巴拿马巴拿馬省。该群岛位于距巴拿马城东南约80公里的巴拿马湾中，由39个大岛、 62个小岛及81个岩礁组成，总面积约400平方公里。群岛人口约2744人（1990年）。主要经济方式为渔业和采珠业。圣米格尔位于该岛上。

## 重要岛屿
- 雷伊岛
- 圣何塞岛
- 佩德罗-冈萨雷斯岛
- 萨沃加岛